# Tennistoernooi van Auckland 2018
|                                       |  |                                              |
| Julia Görges, winnares bij de vrouwen |  | Roberto Bautista Agut, winnaar bij de mannen |

Het tennistoernooi van Auckland van 2018 werd van 1 tot en met 13 januari 2018 gespeeld op de hardcourtbanen van het ASB Tennis Centre in de Nieuw-Zeelandse stad Auckland. De officiële naam van het toernooi was ASB Classic.
Het toernooi bestond uit twee delen:
- WTA-toernooi van Auckland 2018, het toernooi voor de vrouwen (1–7 januari)
- ATP-toernooi van Auckland 2018, het toernooi voor de mannen (8–13 januari)

## Toernooikalender
| WTA               | januari 2018 | januari 2018 | januari 2018      | januari 2018 | januari 2018          | januari 2018             | januari 2018 |
| WTA               | maa 1        | din 2        | woe 3             | don 4        | vrĳ 5                 | zat 6                    | zon 7        |
| ----------------- | ------------ | ------------ | ----------------- | ------------ | --------------------- | ------------------------ | ------------ |
| vrouwenenkelspel  | 1e ronde     | 1e ronde     | 2e ronde          | regen        | regen                 | kwartfinale halve finale | finale       |
| vrouwendubbelspel |              | 1e ronde     | 1e ronde 2e ronde | regen        | 2e ronde halve finale |                          | finale       |

| ATP              | januari 2018 | januari 2018 | januari 2018 | januari 2018 | januari 2018 | januari 2018 |
| ATP              | maa 8        | din 9        | woe 10       | don 11       | vrĳ 12       | zat 13       |
| ---------------- | ------------ | ------------ | ------------ | ------------ | ------------ | ------------ |
| mannenenkelspel  | 1e ronde     | 1e ronde     | 2e ronde     | kwartfinale  | halve finale | finale       |
| mannendubbelspel |              | 1e ronde     | 1e ronde     | 2e ronde     | halve finale | finale       |

ATP-toernooi van Auckland‎ – WTA-toernooi van Auckland

2016 · 
2017 · 
2018 · 
2019 · 
2020 · 2021 · 2022 · 
2023 · 
2024 · 
2025